# Assane Diagne
Pour les articles homonymes, voir Diagne et Assane Diagne (réalisateur).
Assane Diagne, né le 15 janvier 1947, à Baba Garage, au Sénégal et mort le 28 juillet 2013, est un homme politique sénégalais. 
Ancien ministre de l’Urbanisme, ministre conseiller d'Abdoulaye Wade, il est élu député à l'Assemblée nationale en 2007 et le reste jusqu'à sa démission en 2012,.

## Biographie

### Famille
Il eut quatre enfants (trois garçons et une fille) avec sa femme Marième Wague : Mor Caltou, Pape Saliou, Pape Doudou et thiane Diagne.

### Études
Après le lycée Malick-Sy de Thiès (1959-1966), il fait les classes préparatoires aux grandes écoles scientifiques à Toulouse au lycée Pierre-de-Fermat puis étudie à l'École nationale des travaux publics de Paris, à l'École des beaux-arts de Paris (Unité pédagogique no 5 d'Architecture), à l'Université Paris VI (Jussieu) (Mathématiques et géo-physique) et à l'université Paris-Val de Marne de Créteil (Lettres et Sciences Humaines) ainsi qu'à l'Institut d'Urbanisme de Paris où il obtient un doctorat en Urbanisme (diplômé de l'Institut d'Urbanisme de Paris-Major de la promotion) et un DEA de Géo-physique externe.

### Vie professionnelle
Ingénieur du Génie Civil à Créteil (France), chargé des infrastructures de la nouvelle 
ville (1974-1975), il est le Directeur technique de la SONED[Quoi ?] de 1975 à 1978, des Parcelles Assainies et de 1978 à 1983 de la Construction et de l'Habitat du Ministère de l'Urbanisme et de l'Habitat[Quoi ?] dont il est nommé inspecteur technique (1983-1985).
Directeur de l’Urbanisme et de l'Architecture du M.U.H (1985-1986), Conseiller technique au M.U.H (1986-1988), Directeur technique de l'O.C.I (Organisation de la Conférence Islamique - Chargé des Infrastructures) (1988-1990), Conseiller technique no 1 (CTl) du M.U.H (1991-1992), il devient en 1992 Administrateur Délégué, Directeur Général de la SICAP et CTI du M.U.H. 
Directeur Général de la SICAP[Quoi ?] (1993-2001), il est nommé Ministre conseiller Spécial du Président de la République le 15 novembre 2001 et le reste jusqu'au 9 mars 2005 date à laquelle il devient Ministre de l’Urbanisme et de l’Aménagement du Territoire.
Le 4 décembre 2007, il est élu Député à l’Assemblée nationale, poste occupé jusqu'au 23 janvier 2012.

## Récompenses et distinctions
- Trophée du meilleur manager de l'année 1999 décerné à Washington.
- Trophée du meilleur manager africain de la décennie 1990-2000 décerné à Paris.
- Chevalier de l'Ordre national du Lion.
- Chevalier de l'Ordre du Mérite.